# Ondřej Černý
Ondřej Černý (* 4. März 1999 in Prag) ist ein tschechischer Skilangläufer.

## Werdegang
Černý, der für den LK Slovan Karlovy Vary startet, nahm bis 2019 an  Juniorenrennen teil. Beim Europäischen Olympischen Winter-Jugendfestival 2017 in Erzurum belegte er den 26. Platz über 7,5 km klassisch und den 11. Rang im Sprint. Bei den Juniorenweltmeisterschaften 2018 in Goms  kam er auf den 62. Platz über 10 km klassisch, auf den 33. Rang im Sprint und auf den zehnten Platz mit der Staffel. Im folgenden Jahr errang er bei den Juniorenweltmeisterschaften in Lahti den 26. Platz im Sprint und den neunten Platz mit der Staffel und bei der Winter-Universiade in Krasnojarsk den sechsten Platz im Teamsprint und den fünften Platz im Sprint. Im Februar 2019 lief er in Planica erstmals im Alpencup und kam dabei auf den 45. Platz über 10 km klassisch und auf den 17. Rang im Sprint. Dort debütierte er auch im Dezember 2019 im Weltcup. Dabei holte er mit dem 26. Platz im Sprint seine ersten Weltcuppunkte. Bei den U23-Weltmeisterschaften 2020 in Oberwiesenthal belegte er den 50. Platz über 15 km klassisch, den 21. Rang im Sprint und den 13. Platz mit der Staffel. Im folgenden Jahr kam er bei den U23-Weltmeisterschaften in Vuokatti auf den siebten Platz im Sprint und bei den Nordischen Skiweltmeisterschaften in Oberstdorf auf den 21. Rang im Sprint. In der Saison 2021/22 wurde er bei den U23-Weltmeisterschaften 2022 in Lygna Siebter im Sprint und lief bei den Olympischen Winterspielen 2022 in Peking auf den 26. Platz im Sprint.

## Teilnahmen an Weltmeisterschaften und Olympischen Winterspielen

### Olympische Spiele
- 2022 Peking: 26. Platz Sprint Freistil

### Nordische Skiweltmeisterschaften
- 2021 Oberstdorf: 21. Platz Sprint klassisch
- 2023 Planica: 28. Platz Sprint klassisch
- 2025 Trondheim: 25. Platz Sprint Freistil